# Archibald Pitcairne
Archibald Pitcairne (Edimburgo, 25 dicembre 1652 – 20 ottobre 1713) è stato un medico scozzese.

## Biografia
Si laureò in medicina a Rheims nel 1680. A Edimburgo esercitò e poi nel 1685 diventò professore.
Nel 1692 diventò professore di medicina a Leida. Richard Mead e George Cheyne furono suoi allievi.
Nel 1693 tornò a Edimburgo per sposare la figlia del medico Archibald Stevenson e pose le basi della scuola di medicina della città.

## Opere

Opuscula medica, 1716

Lorenzo Bellini, Opuscula, 1695, dedicata ad Archibald Pitcairne

- (LA) Opuscula medica, Venezia, Giovanni Battista Recurti, 1716.